# 24666 Miesvanrohe
24666 Miesvanrohe è un asteroide della fascia principale. Scoperto nel 1988, presenta un'orbita caratterizzata da un semiasse maggiore pari a 2,7725424 UA e da un'eccentricità di 0,2181267, inclinata di 1,99402° rispetto all'eclittica.